# Liste der geschützten Landschaftsbestandteile in Mönchengladbach
Die Liste der geschützten Landschaftsbestandteile in Mönchengladbach nennt die geschützten Landschaftsbestandteile im Gebiet der kreisfreien Stadt Mönchengladbach in Nordrhein-Westfalen.

## Geschützte Landschaftsbestandteile

### Gesamtbestände
Im Landschaftsplan Mönchengladbach genannte geschützte Landschaftsbestandteile sind die außerhalb der Natur- und Landschaftsschutzgebiete, der flächigen Naturdenkmale und einzeln aufgelisteten Landschaftsbestandteile befindlichen Gesamtbestände an:
- Hecken und Gehölzstreifen aus einheimischen und standortgerechten Gehölzen. Ausgenommen sind Hecken an Hausgärten, die jährlich geschnitten werden.
- Kopfbäumen.
- Bäumen einheimischer und standortgerechter Arten (außerhalb des Waldes) mit einem Stammumfang von mehr als 0,8 m, gemessen in 1 m über dem Erdboden.
- Obsthochstämmen.
- Kleingewässern. Ausgenommen sind Gewässer in Hausgärten sowie Klärteiche.
- Bodendenkmalen gemäß Denkmalliste der Unteren Denkmalbehörde der Stadt Mönchengladbach.

### Liste
Diese geschützten Landschaftsbestandteile wurden im Landschaftsplan Mönchengladbach einzeln aufgelistet:
(Stand: 2008)
| Bild | Nr. | Bezeichnung | Fläche            | Position                    | Begründung | Anmerkungen |
| ---- | --- | --- | ----------------- | --------------------------- | ---------- | ----------- |
|      | 2   | Landwehr mit prägendem Gehölzbestand nordwestlich und südwestlich von Winkeln | ca. 1 ha          | 51° 12′ 6″ N, 6° 22′ 4″ O   |            |             |
|      | 3   | Feldgehölz westlich von Winkeln | ca. 0,1 ha        | 51° 12′ 22″ N, 6° 22′ 5″ O  |            |             |
|      | 4   | Grünland, Obstbäume, Hecken und andere Gehölze nördlich Winkeln | ca. 2,3 ha        | 51° 12′ 30″ N, 6° 22′ 34″ O |            |             |
|      | 6   | Grünland, Obstbäume, Hecken und andere Gehölze südlich Winkeln | ca. 1,7 ha        | 51° 12′ 20″ N, 6° 22′ 9″ O  |            |             |
|      | 7   | Grünland mit altem Obstbaumbestand am Nordrand von Venn | ca. 0,2 ha        | 51° 12′ 30″ N, 6° 23′ 7″ O  |            |             |
|      | 8   | Alter Gehölzbestand der Sportanlage GHTC (nördlich Hehner Straße) |                   | 51° 11′ 20″ N, 6° 24′ 17″ O |            |             |
|      | 9   | Obstwiese am "Holter Feld" | ca. 0,5 ha        | 51° 11′ 10″ N, 6° 23′ 47″ O |            |             |
|      | 10  | 6 Linden (je 1,60 m Stammumfang) an der Roermonder Straße (westlich Beltinghoven) |                   | 51° 11′ 51″ N, 6° 22′ 34″ O |            |             |
|      | 11  | Obstbrache an der Vorster Straße (mit Weißdornhecke) | ca. 600 m²        | 51° 11′ 55″ N, 6° 21′ 57″ O |            |             |
|      | 12  | Schwarzpappeln (Stammumfang 1,80 m) nördlich von Hardt |                   | 51° 12′ 7″ N, 6° 20′ 57″ O  |            |             |
|      | 13  | Gehölzbestand am nördlichen Ortsrand von Hardt (Hecke, Obstgehölze) |                   | 51° 12′ 10″ N, 6° 20′ 52″ O |            |             |
|      | 14  | 3 Pyramidenpappeln (Stammumfang 2,30 m) am nördlichen Ortsrand von Hardt |                   | 51° 12′ 11″ N, 6° 20′ 55″ O |            |             |
|      | 16  | Wäldchen (Pappeln) mit Flachsrösten zwischen der A 52 und Hardt | ca. 1,3 ha        | 51° 12′ 29″ N, 6° 21′ 13″ O |            |             |
|      | 17  | Birkenallee an der Brahmsstraße, Hardt | Länge: ca. 290 m. | 51° 12′ 10″ N, 6° 20′ 2″ O  |            |             |
|      | 18  | Obstwiesen südwestlich von Hardt | ca. 1,2 ha        | 51° 12′ 10″ N, 6° 20′ 24″ O |            | [ 3 ]       |
|      | 19  | Obstwiesen südwestlich von Hardt | ca. 0,28 ha       | 51° 12′ 2″ N, 6° 20′ 19″ O  |            | [ 3 ]       |
|      | 20  | Obstbestände und Grünland nördlich Hehn | ca. 0,25 ha       | 51° 11′ 4″ N, 6° 22′ 36″ O  |            |             |
|      | 21  | Feldgehölz (Pappeln, Eichen) nördlich Hehn |                   | 51° 11′ 7″ N, 6° 22′ 42″ O  |            |             |
|      | 23  | Grünland und Obstbestände am südlichen Ortsrand von Hehn | ca. 0,4 ha        | 51° 10′ 58″ N, 6° 22′ 44″ O |            |             |
|      | 24  | Grünland und Obstbestände am südlichen Ortsrand von Hehn | ca. 0,7 ha        | 51° 10′ 57″ N, 6° 22′ 21″ O |            |             |
|      | 25  | Alte Lindenallee östlich von Heiligenpesch | ca. 0,35 ha       | 51° 10′ 51″ N, 6° 22′ 28″ O |            |             |
|      | 26  | Verwilderter Obstgarten westlich von Heiligenpesch | ca. 0,35 ha       | 51° 10′ 57″ N, 6° 22′ 9″ O  |            |             |
|      | 27  | Landwehr mit prägendem Gehölzbestand außerhalb des Waldes westlich Heiligenpesch | ca. 2,2 ha        | 51° 10′ 49″ N, 6° 21′ 32″ O |            |             |
|      | 28  | Grünland mit Feldgehölzen (Eichen, Busch) südöstlich von Heiligenpesch | ca. 0,5 ha        | 51° 10′ 38″ N, 6° 22′ 48″ O |            |             |
|      | 29  | Alte Obstbaumbestände und Grünland westlich Wolfsittard | ca. 3 ha          | 51° 10′ 26″ N, 6° 22′ 15″ O |            |             |
|      | 30  | Waldfläche mit Feuchtbiotopen am Nordpark mit Buchen und Birkenbeständen, Gebüsch und Hecken, Weiher und Gräben sowie Feuchtwiesen und Ruderalfluren                                                                                                   |                   | 51° 10′ 36″ N, 6° 22′ 50″ O |            |             |
|      | 35  | Gehölzeinfassung (Weiden, Holunder, Serbische Fichten) und Brachflächen der Gärtnereifläche nördlich von Pongs |                   | 51° 10′ 11″ N, 6° 24′ 23″ O |            |             |
|      | 36  | Landwehr mit prägendem Gehölzbestand zwischen Engelsholt und Ohler | ca. 3,7 ha        | 51° 10′ 25″ N, 6° 24′ 37″ O |            |             |
|      | 37  | Grünland und Obstbestände südlich von Engelsholt | ca. 2,5 ha        | 51° 10′ 33″ N, 6° 24′ 29″ O |            | [ 3 ]       |
|      | 41  | Obstbestände südlich von Woof | ca. 0,4 ha        | 51° 9′ 5″ N, 6° 19′ 28″ O   |            |             |
|      | 42  | Obstbestände und Gehölze bei Genhausen | ca. 0,35 ha       | 51° 8′ 58″ N, 6° 19′ 39″ O  |            |             |
|      | 44  | Gehölzstreifen, Hecken, Obstgehölze westlich von Gerkerath | ca. 0,2 ha        | 51° 9′ 44″ N, 6° 21′ 21″ O  |            |             |
|      | 45  | Obstbestände östlich von Gerkerath; schöne Kulisse | ca. 1.500 m²      | 51° 9′ 49″ N, 6° 21′ 35″ O  |            |             |
|      | 46  | Obstwiese südlich des Ortsrandes von Genhülsen |                   | 51° 9′ 18″ N, 6° 23′ 21″ O  |            |             |
|      | 49  | Baumgruppen (Linden) südwestlich von Rheindahlen |                   | 51° 8′ 45″ N, 6° 20′ 33″ O  |            |             |
|      | 51  | Alter Obstbaumbestand und Pyramidenpappeln nördlich von Sittard | ca. 1 ha          | 51° 8′ 18″ N, 6° 21′ 35″ O  |            |             |
|      | 52  | Gehölzbestand im Wasserwerk Rheindahlen | ca. 3,4 ha        | 51° 8′ 32″ N, 6° 21′ 56″ O  |            |             |
|      | 53  | Obstgehölze am Westrand von Mennrath |                   | 51° 8′ 24″ N, 6° 22′ 39″ O  |            |             |
|      | 54  | Grünland und Obstbäume westlich von Mennrath | ca. 3 ha          | 51° 8′ 15″ N, 6° 22′ 46″ O  |            |             |
|      | 55  | Obstgehölze am Westrand von Mennrath |                   | 51° 8′ 20″ N, 6° 22′ 47″ O  |            |             |
|      | 56  | Gehölzbestand bei Mennrathschmidt |                   | 51° 8′ 22″ N, 6° 22′ 59″ O  |            |             |
|      | 57  | Obstwiesen und Baumreihen (Pyramidenpappeln) nordwestlich von Buchholz | ca. 0,4 ha        | 51° 7′ 5″ N, 6° 21′ 15″ O   |            |             |
|      | 58  | Grünland, Obstbäume und Einzelbaum (Linde) nördlich Buchholz | ca. 0,9 ha        | 51° 7′ 12″ N, 6° 21′ 38″ O  |            |             |
|      | 59  | Obstbestände, Grünland und Hecken am Südostrand von Buchholz | ca. 1,7 ha        | 51° 7′ 5″ N, 6° 21′ 37″ O   |            |             |
|      | 60  | Alte Obstwiese am Südrand von Buchholz |                   | 51° 6′ 51″ N, 6° 21′ 13″ O  |            |             |
|      | 61  | Baumreihe (14 Pyramidenpappeln) entlang der Baumschulflächen nördlich von Herrath |                   | 51° 6′ 40″ N, 6° 21′ 52″ O  |            |             |
|      | 62  | Alte Obstbestände nordöstlich von Herrath |                   | 51° 6′ 43″ N, 6° 22′ 19″ O  |            |             |
|      | 64  | Grünland am Südwestrand von Wickrath | ca. 1,7 ha        | 51° 7′ 23″ N, 6° 24′ 22″ O  |            | [ 3 ]       |
|      | 65  | Grünland, Obstwiesen, Obstgärten, Hecken, alter Baumbestand (Eichen, Linden, Eschen) nördlich von Herrath | ca. 1,6 ha        | 51° 6′ 22″ N, 6° 21′ 43″ O  |            |             |
|      | 66  | Alte Obstwiese und Grünland nördlich von Herrath | ca. 0,7 ha        | 51° 6′ 26″ N, 6° 21′ 48″ O  |            |             |
|      | 67  | Grünland, Obstwiese und Hecke südwestlich von Herrath | ca. 1 ha          | 51° 6′ 10″ N, 6° 21′ 33″ O  |            |             |
|      | 68  | Grünland und Obstbaumbestände südlich von Herrath | ca. 3 ha          | 51° 6′ 14″ N, 6° 21′ 57″ O  |            |             |
|      | 69  | Obstwiesen, Haselnusshecke nordöstlich von Herrath | ca. 1,5 ha        | 51° 6′ 21″ N, 6° 22′ 4″ O   |            | [ 3 ]       |
|      | 70  | Verwilderter Obstgarten mit altem Gehölzbestand, Weiher östlich Herrath | ca. 0,7 ha        | 51° 6′ 18″ N, 6° 22′ 20″ O  |            |             |
|      | 71  | Obstbestände südwestlich von Beckrath | ca. 0,3 ha        | 51° 6′ 21″ N, 6° 22′ 37″ O  |            |             |
|      | 72  | Obstwiese, Baumreihe (Pappeln), Solitärbuche, Eichen südlich von Herrath ("Herrather Linde") | ca. 0,25 ha       | 51° 5′ 55″ N, 6° 21′ 57″ O  |            |             |
|      | 73  | Obstwiese am Nordwestrand von Beckrath |                   | 51° 6′ 36″ N, 6° 22′ 53″ O  |            |             |
|      | 74  | Grünland, Obstwiesen am Nordrand von Beckrath | ca. 1,2 ha        | 51° 6′ 38″ N, 6° 23′ 6″ O   |            |             |
|      | 75  | Obstbestände und Grünland am Nordrand von Beckrath | ca. 3,2 ha        | 51° 6′ 44″ N, 6° 23′ 34″ O  |            |             |
|      | 76  | Grünland, Obstbestände und exponierte Einzelbäume am Südrand von Beckrath | ca. 2 ha          | 51° 6′ 33″ N, 6° 23′ 28″ O  |            |             |
|      | 77  | Obstbestände, Grünland und exponierte Einzelbäume am Südrand von Beckrath |                   | 51° 6′ 35″ N, 6° 23′ 23″ O  |            |             |
|      | 78  | Obstbestände, Grünland und exponierte Einzelbäume am Südrand von Beckrath |                   | 51° 6′ 32″ N, 6° 23′ 15″ O  |            |             |
|      | 79  | Obstbestände und Grünland östlich von Wanlo | ca. 0,6 ha        | 51° 5′ 40″ N, 6° 25′ 2″ O   |            | [ 3 ]       |
|      | 80  | Umfangreiche Obstbaumbestände, Obstwiesen, Grünland östlich von Wanlo | ca. 0,7 ha        | 51° 5′ 42″ N, 6° 25′ 5″ O   |            |             |
|      | 81  | Grünland und Obstbestände südlich von Hockstein | ca. 1,2 ha        | 51° 8′ 59″ N, 6° 25′ 7″ O   |            |             |
|      | 83  | Grünland, Obstwiesen bei Mongshof | ca. 1,5 ha        | 51° 6′ 58″ N, 6° 27′ 9″ O   |            |             |
|      | 84  | Grünland mit Baumbestand (Rosskastanien, Buchen, Pappelreihen) östlich der Autobahnausfahrt Mönchengladbach-Odenkirchen | ca. 0,8 ha        | 51° 6′ 48″ N, 6° 28′ 38″ O  |            |             |
|      | 85  | Obstwiese, Altbaumbestände südlich von Sasserath | ca. 0,4 ha        | 51° 7′ 9″ N, 6° 27′ 43″ O   |            |             |
|      | 86  | Obstbestände östlich Sasserath (Obstgärten) | ca. 0,3 ha        | 51° 7′ 19″ N, 6° 27′ 51″ O  |            | [ 3 ]       |
|      | 87  | Obstbestände nordöstlich Sasserath (Obstgärten) | ca. 0,6 ha        | 51° 7′ 27″ N, 6° 27′ 45″ O  |            | [ 3 ]       |
|      | 88  | Obstbestände nordöstlich von Sasserath | ca. 0,6 ha        | 51° 7′ 24″ N, 6° 27′ 38″ O  |            |             |
|      | 89  | Gehölzbestände südöstlich von Odenkirchen | ca. 1,8 ha        | 51° 7′ 46″ N, 6° 27′ 45″ O  |            |             |
|      | 90  | Abgrabungsbereich "An den Fichten": Steilwände, Kleingewässer, Ruderalflächen | ca. 4 ha          | 51° 8′ 20″ N, 6° 26′ 27″ O  |            |             |
|      | 91  | Grünland mit Obstbaumbestand, Gärtnerei nördlich Güdderath | ca. 0,85 ha       | 51° 7′ 48″ N, 6° 26′ 26″ O  |            |             |
|      | 92  | Garten- und Parkanlage mit z. T. altem Baumbestand an der Straßburger Allee | ca. 1,1 ha        | 51° 7′ 57″ N, 6° 26′ 39″ O  |            |             |
|      | 93  | Dilthey-Park mit prägendem Waldbestand einschließlich Totholzanteil, Unterwuchs und Waldsäumen, mit Gehölzdickichten und Naturverjüngung, mit Wiesen und Gehölzeinfassung sowie einer Nussbaumallee in seltener Standortvielfalt und Strukturreichtum. | ca. 6,4 ha        | 51° 8′ 30″ N, 6° 27′ 29″ O  |            |             |
|      | 94  | Gehölzbestände am Lenßenhof |                   | 51° 7′ 58″ N, 6° 28′ 3″ O   |            |             |
|      | 95  | Grünflächen mit Althölzern (Eichen) und Wäldchen (Eichen) östlich von Odenkirchen | ca. 2,7 ha        | 51° 8′ 3″ N, 6° 28′ 9″ O    |            |             |
|      | 96  | Wäldchen mit Baumgruppen und Pappelreihen nordöstlich von Odenkirchen |                   | 51° 8′ 36″ N, 6° 27′ 53″ O  |            |             |
|      | 97  | Brache mit Aufwuchs bei Mülfort (südwestlich "Römerbrunnen") | ca. 1,5 ha        | 51° 8′ 52″ N, 6° 27′ 35″ O  |            | [ 3 ]       |
|      | 99  | Grünland mit Gehölzen (Weiden, Birken) am Südwestrand von Giesenkirchen | ca. 2,6 ha        | 51° 8′ 55″ N, 6° 28′ 40″ O  |            | [ 3 ]       |
|      | 100 | Grünfläche, Gewässer, Altbaumbestand, Erlenwäldchen am Südwestrand von Giesenkirchen | ca. 3 ha          | 51° 9′ 1″ N, 6° 28′ 39″ O   |            |             |
|      | 101 | Pappelzeile, Brachstreifen mit zwei Pappeln westlich von Giesenkirchen | ca. 0,24 ha       | 51° 8′ 55″ N, 6° 28′ 30″ O  |            | [ 3 ]       |
|      | 102 | Verwilderte Obstwiese südlich von Giesenkirchen | ca. 500 m².       | 51° 8′ 56″ N, 6° 29′ 37″ O  |            |             |
|      | 103 | Gehölz- und Obstbestand (Pyramidpappeln, durchgewachsene Hecke aus Holunder und Weißdorn, Walnuss und 3 alte Birnbäume) auf dem Betriebsgelände des Gartenbaubetriebes südlich von Giesenkirchen                                                       |                   | 51° 9′ 7″ N, 6° 29′ 52″ O   |            |             |
|      | 106 | Obstbestände und Grünland am Nordrand vom Dycker Schelsen | ca. 0,6 ha        | 51° 9′ 15″ N, 6° 30′ 14″ O  |            |             |
|      | 107 | Obstbestände und Grünland östlich von Giesenkirchen | ca. 5 ha          | 51° 9′ 19″ N, 6° 30′ 27″ O  |            |             |
|      | 108 | Obstwiese östlich von Giesenkirchen | ca. 0,3 ha        | 51° 9′ 26″ N, 6° 30′ 31″ O  |            |             |
|      | 109 | Obstbestände, (Gärten) und Grünland am Nordrand vom Dycker Schelsen | ca. 0,2 ha        | 51° 9′ 19″ N, 6° 30′ 49″ O  |            |             |
|      | 110 | Obstbestände (Gärten) und Grünland mit Pappelreihen am Südrand von Schelsen | ca. 4 ha          | 51° 9′ 5″ N, 6° 30′ 42″ O   |            |             |
|      | 111 | Pappelzeilen, Obstwiesen südlich von Schelsen ("Mühlenhof") | ca. 1,1 ha        | 51° 8′ 54″ N, 6° 30′ 48″ O  |            |             |
|      | 112 | Grünland und Obstbestände (Gärten) in Schelsen | ca. 5,5 ha        | 51° 8′ 58″ N, 6° 31′ 0″ O   |            |             |
|      | 113 | Große, alte Obstbestände, exponierte Walnussbäume, Grünland östlich von Horster Schelsen | ca. 4,3 ha        | 51° 9′ 17″ N, 6° 31′ 19″ O  |            |             |
|      | 114 | Obstwiese und Hecke östlich von Ohler | ca. 0,4 ha        | 51° 10′ 37″ N, 6° 25′ 45″ O |            |             |
|      | 115 | Landwehr mit prägendem Gehölzbestand südlich von Dahl | ca. 3 ha          | 51° 10′ 54″ N, 6° 26′ 18″ O |            |             |
|      | 116 | Obstwiese bei Tackhütte | ca. 0,7 ha        | 51° 10′ 16″ N, 6° 28′ 53″ O |            |             |
|      | 117 | Landwehr östlich von Tackhütte | ca. 0,4 ha        | 51° 10′ 20″ N, 6° 29′ 18″ O |            |             |
|      | 120 | Obstwiese südlich Dahl | ca. 1 ha          | 51° 10′ 40″ N, 6° 26′ 7″ O  |            |             |
|      | 121 | Bahndamm Bettrath-Hoven mit nährstoffarmen, freien Trockenbiotopen (z. B. Silikattrockenrasen) und vor allem randlichen Gehölzbeständen. |                   | 51° 13′ 15″ N, 6° 27′ 34″ O |            |             |
|      | 122 | Obstwiese nördlich Bettrath | ca. 0,5 ha        | 51° 13′ 44″ N, 6° 27′ 8″ O  |            |             |